# Can Masferrer (Riudarenes)
Can Masferrer és una masia habilitada com a restaurant de Riudarenes (Selva) inclosa a l'Inventari del Patrimoni Arquitectònic de Catalunya.

## Descripció
Edifici de planta rectangular i amb un pis superior, teulada a doble vessant, teula àrab i cornisa catalana. El portal i finestres són quadrangulars amb brancals, llinda i ampit de pedra. La porta principal té la inscripció de "Pere Masferrer i l'any 1703", en una finestra, la llinda data de 1732. Tota la construcció és de maçoneria arrebossada i pintada. Per la part posterior de l'edifici, a diferent nivell degut al pendent del terreny on es troba edificat, hi ha una entrada i diverses obertures. Hi ha dos habitatges, el dels masovers i al costat una altra construcció més recent, en l'entrada de la qual hi ha una reixa de ferro forjat damunt la porta amb la data de 1882. L'interior conserva força l'estructura original però hi ha hagut canvis perquè una part de la casa s'ha destinat a bar-restaurant.

## Història
A partir de 1747 s'inicià la construcció del nucli urbà de l'Esparra, fins llavors només constituït per l'església, la rectoria Mas Masferrer. Va ser aquest any que Antoni Masferrer va vendre un tros de terra per 300 lliures a Esteve Clos incloguent una sèrie de condicions sobre les normes d'edificaió. Allí s'hi va construir el mas Pujató. l'any 1760, Masferrer va vendre dos trossos més de terra que donaren lloc a Can Periques i Cal jornaler. Més tard, el 1774 encara en vengué un altre de l'anomenat camp de la plaça que va donar lloc a Can Roquet.